# Етре (Ду)
Етре (фр. Etray) насеље је и општина у источној Француској у региону Франш-Конте, у департману Ду која припада префектури Безансон.
По подацима из 2011. године у општини је живело 216 становника, а густина насељености је износила 36,0 становника/km². Општина се простире на површини од 6 km². Налази се на средњој надморској висини од 720 метара (максималној 759 m, а минималној 623 m).

## Демографија
| 1962. | 1968. | 1975. | 1982. | 1990. | 1999. | 2011. |
| ----- | ----- | ----- | ----- | ----- | ----- | ----- |
| 99    | 109   | 88    | 104   | 115   | 132   | 216   |

График промене броја становника у току последњих година